# Onix
Onix là một chi thực vật có hoa trong họ Đậu.